# Sclerolobium beaureipairei
Sclerolobium beaureipairei é uma espécie vegetal da família Fabaceae.
Apenas pode ser encontrada no Brasil.